# Shen Jiawei
Shen Jiawei (chinesisch 沈嘉蔚, Pinyin Shĕn Jiāwèi; geb. 16. September 1948 in Shanghai) ist ein chinesisch-australischer Maler. Er gewann 2006 den Sir John Sulman Prize.

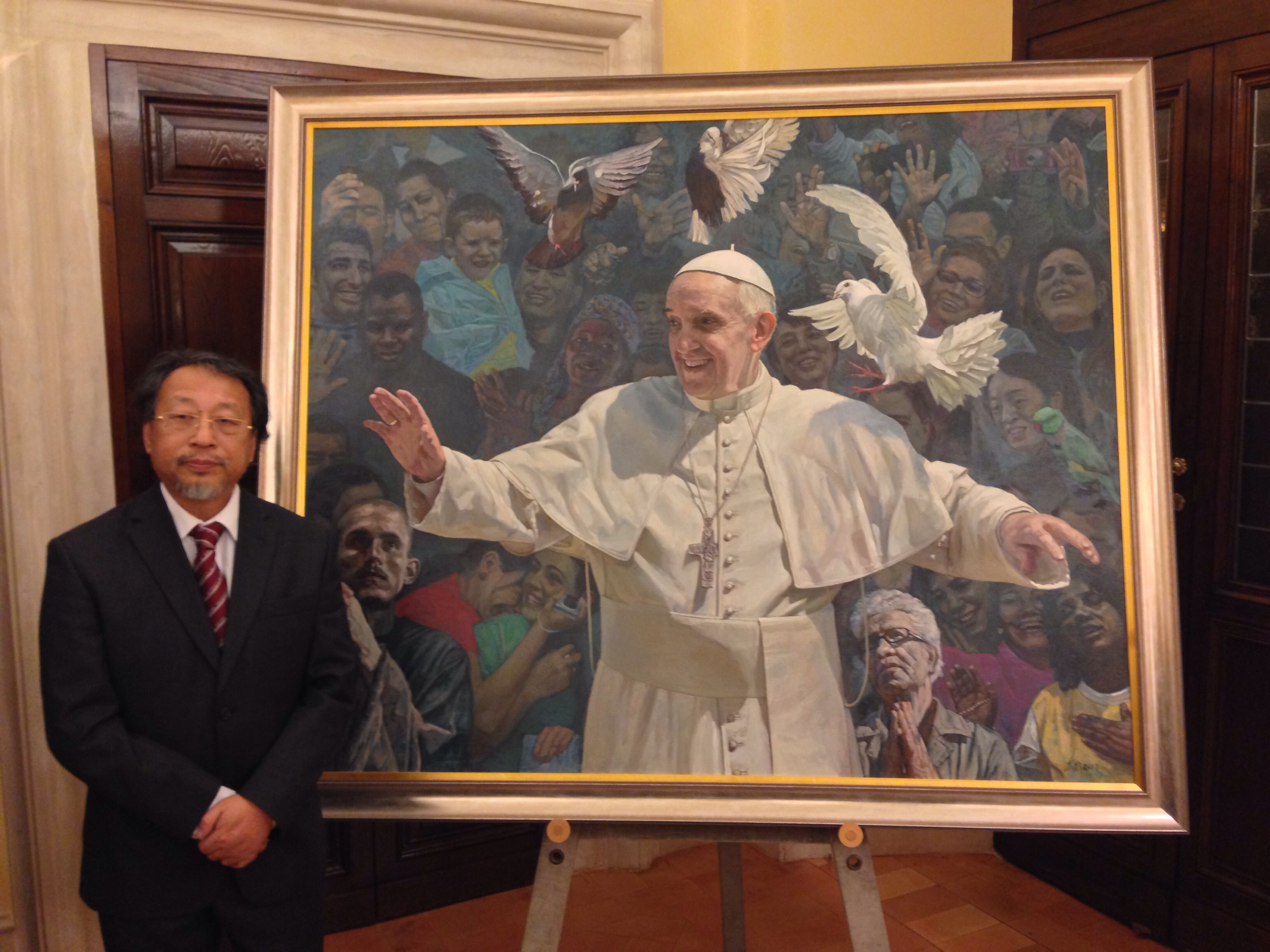

## Leben und Werk
Shen Jiawei wurde in Shanghai geboren. Er war in seinem letzten Jahr der High School, als 1967 die Kulturrevolution begann. Da die Kunstuniversitäten des Landes geschlossen waren, schloss sich Jiawei stattdessen den Roten Garden und später der Volksbefreiungsarmee (PLA) an. Während seiner Zeit in der PLA wurde er Propagandakünstler. Sein bekanntestes Werk aus dieser Zeit, Wache für unser großes Vaterland, malte er 1974 während seines Dienstes in der Provinz Heilongjiang. Das Werk wurde noch im selben Jahr im Nationalen Kunstmuseum in Peking ausgestellt, wo es von Jiang Qing, der Frau Mao Zedongs, gelobt wurde. Anschließend wurde es 1998 im Solomon R. Guggenheim Museum in New York City und im Guggenheim-Museum in Bilbao in der Ausstellung „China: 5000 Jahre“ gezeigt. Das Werk wurde später ohne Jiaweis Erlaubnis von anderen Regierungskünstlern verändert, damit die Gesichter der Soldaten „den Standards des Regimes für revolutionäre Kunst entsprachen“. Dieses veränderte Werk wurde als Propagandaplakat reproduziert, und Jiawei wurde dadurch in den 1970er und 1980er Jahren „einer der bekanntesten Künstler Chinas“. 1982 war Jiawei Mitglied der ersten Klasse seit der Kulturrevolution an der Zentralakademie der Schönen Künste in Peking.
In den 1980er Jahren schuf Shen mehrere Historiengemälde, darunter Roter Stern über China (1987), das mit dem Langen Marsch verbundene Persönlichkeiten porträtiert, und Toleranz (1988), das Denker der frühen chinesischen nationalistischen Bewegung zeigt. Weil Shen sich dafür entschied, in seinen Gemälden Personen darzustellen, die aus offiziellen Berichten entfernt worden waren, stieß er auf Widerstand seitens der Behörden. Jiawei wanderte 1989 nach Australien aus, wo er in Darling Harbour, Sydney als Porträtmaler arbeitete. 1995 gewann er den Mary MacKillop Art Award und wurde von Papst Johannes Paul II. mit einer Medaille ausgezeichnet. Seit den 1990er Jahren hat Jiawei mehrere Werke für die katholische Kirche in Wettbewerben bestritten.
Shen malt außerdem großformatige Historienbilder, die in bedeutenden öffentlichen Sammlungen vertreten sind, darunter die National Art Gallery of China und das Museum der Chinesischen Revolution in Peking. In seinen verspielteren Werken untersucht er politische und interkulturelle Themen durch Aneignung. Absolute Truth (2000) zeigt Michail Gorbatschow und den Papst im Gespräch in der Sixtinischen Kapelle, und in Wise Men from the East (2002) sind die Heiligen Drei Könige in Leonardo da Vincis unvollendeter Anbetung der Heiligen Drei Könige chinesische Weise. Weitere Werke sind The Third World (2002), das 92 wichtige nicht-westliche Persönlichkeiten des 20. Jahrhunderts zeigt (darunter Mao, Mutter Teresa, Osama bin Laden, Pol Pot, Imelda Marcos und Che Guevara), und Merdeka (2007), ein „14 Meter langes Panorama der malaysischen Geschichte“ mit 261 Figuren.
Zu seinen jüngeren Porträts gehören das des ehemaligen Oberbürgermeisters von Melbourne, John So, in einem Umhang aus Opossumfell (2003), Tom Hughes AO QC, das Porträt von Kronprinzessin Mary von Dänemark (2005), das in der National Portrait Gallery in Canberra hängt, und das Porträt von John Howard, dem ehemaligen Premierminister Australiens, das als Teil der Historic Memorials Collection in der Members’ Hall des australischen Parlamentsgebäudes hängt. Er malte das erste offizielle Porträt von Papst Franziskus. 2019 malte Shen Jiawei ein Porträt der Philanthropin Susan Wakil AO, die ein Outfit ihres Lieblingsdesigners Yves Saint Laurent trägt, nach einer Fotografie, die ihr Ehemann Isaac Wakil vor 62 Jahren in Auftrag gegeben hatte. Das Porträt wurde der National Art Gallery 2019 von Isaac Wakil geschenkt.

## Familie
Shens Frau Lan Wang ist ebenfalls Malerin und Bildhauerin. Ihre Tochter Xini wurde 1989 zu Beginn der Proteste auf dem Platz des Himmlischen Friedens geboren.

## Auszeichnungen und Anerkennungen
Shen und einige seiner Arbeiten wurden 2001 in der australischen Dokumentation Yum Cha Cha unter der Regie von Boyd Britton gezeigt.
Er gewann 2006 den Sir John Sulman Prize und 2016 den Gallipoli Art Prize mit seinem Werk Yeah, Mate!. Er war Finalist des Archibald Prize in den Jahren 1993 bis 1999, 2002, 2004 bis 2006, 2011, 2012 und 2015.
Shen Jiaweis Kunstwerk Yalda Our Girl wurde für die 8. Beijing International Art Biennale China 2019 ausgewählt.